# Tengeri kígyó
A tengeri kígyó, a héber leviatan megfelelője. (Héber: לִוְיָתָן, livjatan ’feltekeredett, összecsavarodott’, tibériaszi héber liwyāṯān.) Mitikus tengeri állat, melyet óriáskígyó, sárkány vagy krokodil alakban ábrázolnak. Idővel a leviatan mindenféle nagyméretű szörny szinonimája lett. A modern héberben egyszerűen cetet jelent.

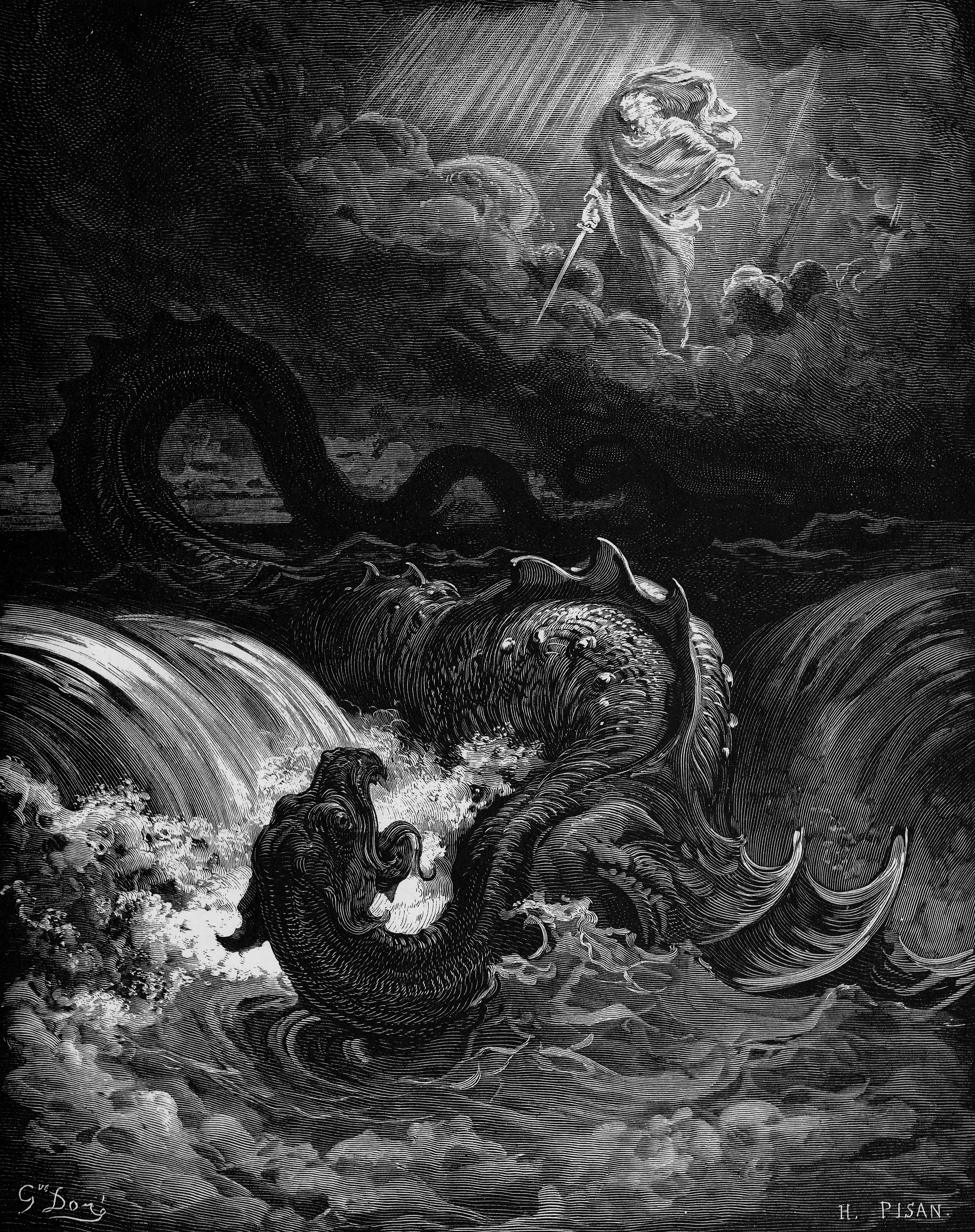
Leviatan elpusztítása Gustave Doré metszetén (1865)

Az Újtestamentum szerint a Leviatan az Antikrisztus megtestesítője,[forrás?] akit az Úrnak le kell győznie. Más (ószövetségi) írásokban is szerepel, például Zsoltárok könyve, 74:13.-14.. Egyesek szerint azonos Rahab démonnal vagy sárkánnyal (Ézsaiás próféta jövendölése, 51:9). Thomas Hobbes is ezt a szimbolikus képet használta fel az államról írt művében (1651).
A magyar Sárkány Lovagrend jelvényének egyes ábrázolásai is inkább tengeri kígyóra, mint sárkányra emlékeztetnek.

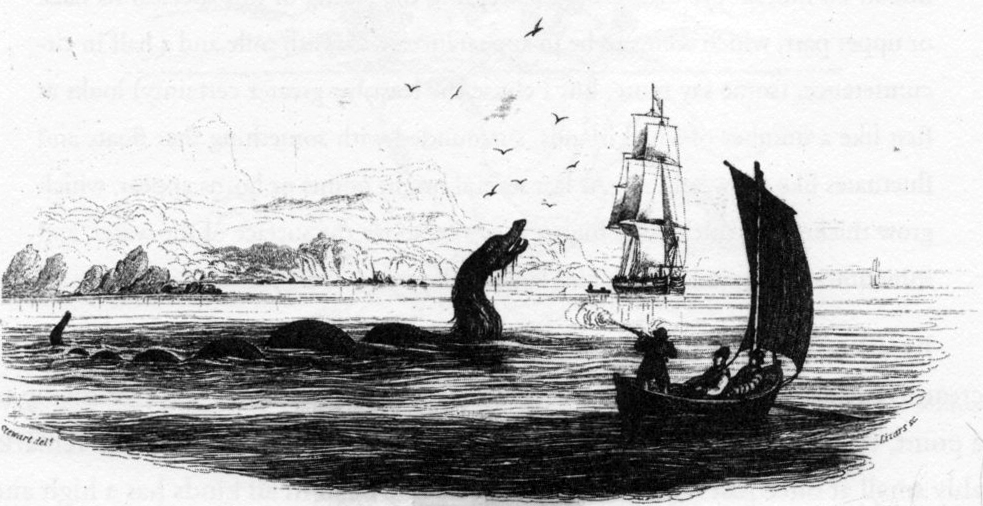
Tengeri kígyó Erik Ludvigsen Pontoppidan, Bergen püspöke, Norvégia természetrajza című művéből (1755)
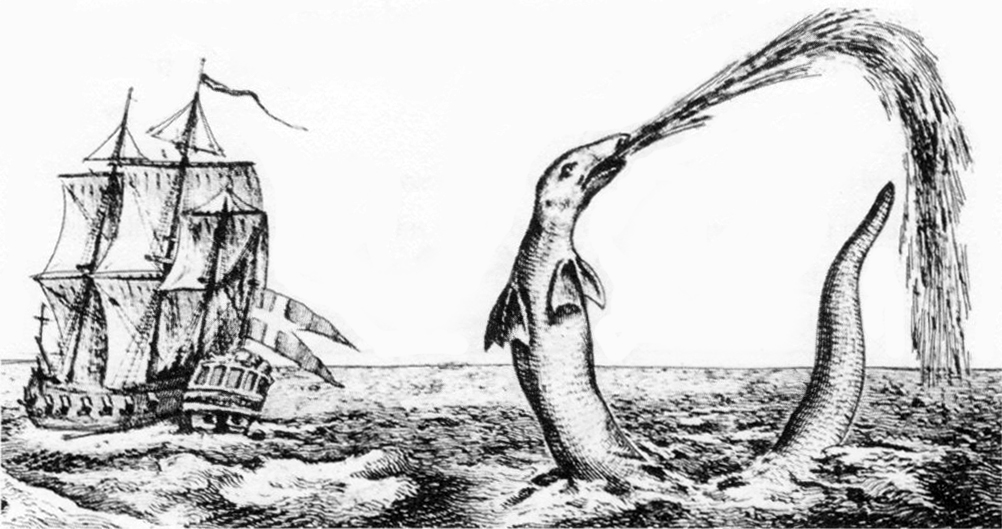
Tengeri szörny Hans Egede szerint (1734), grönlandi utazásáról. Leírása szerint: "1734. július 6-án, amikor Grönland déli partjainál jártunk, egy tengeri szörny jelent meg előttünk, melynek feje, amikor azt felemelte, a főárbócig ért. A pofája hosszú és hegyes volt, és hasonlóan fújta ki a vizet a bálnához; nagy széles mancsai voltak; a testét pikkelyek fedték; a bőre durva és egyenetlen volt; más nézőpontból kígyónak tűnt; és amikor lemerült, a farka, melyet a levegőbe emelt, a testéből az egész hajó hosszát kitette."

## Lásd még
- Kraken
- Szíjhalfélék
- cet (heraldika)